# Arcidiecéze utrechtská
Arcidiecéze utrechtská (latinsky Archidioecesis Ultraiectensis) je metropolitní arcidiecéze římskokatolické církve se sídlem v nizozemském městě Utrechtu. Jejím katedrálním chrámem je utrechtský kostel sv. Kateřiny. 

## Církevní provincie
Arcidiecéze je sídlem církevní provincie, která je tvořena následujícími diecézemi a zahrnuje celé území Nizozemska:
- Arcidiecéze utrechtská se sufragánními diecézemi:
  - diecéze Haarlem
  - diecéze Roermond
  - diecéze 's-Hertogenbosch
  - diecéze Breda
  - diecéze Groningen-Leeuwarden
  - diecéze Rotterdam

## Stručná historie
Roku 695 sv. Willibrorda papež Sergius I. vysvětil v Římě na biskupa Frísů a se souhlasem Pipina II. se ujal nově vzniklého biskupského sídla v Utrechtu. Roku 1024 se utrechtští biskupové stali knížaty Svaté říše římské. Od roku 1122, kdy byl uzavřen Wormský konkordát, volila biskupa kapitula katedrály, a zakrátko k ní přibyly i další čtyři kolegiátní kapituly města (svatý Salvátor, svatý Jan, svatý Petr a Panna Maria).
Roku 1527 poslední kníže-biskup věnoval svá území císaři Karlovi V. a pět kapitul převedlo se souhlasem papeže Klementa VII. své volební právo na císaře. Roku 1559 vznikly diecéze Haarlem, Deventer, Groningen, di Leeuwarden a Middelburg a Utrecht byl povýšen na arcibiskupství. Roku 1580 však v Utrechtu bylo zakázáno praktikovat katolické náboženství a diecéze de facto zanikla. Roku 1592 papež Klement VIII. prohlásil Holandsko za misijní území a svěřil je apoštolským vikářům. Roku 1723 kapituly se souhlasem nizozemské vlády zvolily arcibiskupa, ale papež Benedikt XIII. jej exkomunikoval, čímž vzniklo tzv. starokatolické (utrechtské) schizma. Apoštolský vikář byl následně vyhnán ze země. V roce 1853 Svatý stolec obnovil utrechtskou arcidiecézi se čtyřmi sufragánními diecézemi. 